# Maria av Serbien
Maria av Serbien, död 1500, var en drottning av Bosnien 1461–1463 som gift med kung Stefan Tomašević av Bosnien. 
Hon var dotter till Serbiens despot Lazar Branković och Helena Palaiologina av Morea. När hennes far avled 1458 efterträddes han av sin bror, men Marias mor och farbror slöt en allians med Bosnien mot det hotande Osmanska riket vilket innebar att Maria gifte sig med Bosniens härskare, som genom henne sedan skulle få tillträda även Serbiens tron och därmed bättre kunna stå emot osmanerna. Äktenskapet ägde rum i maj 1459 och Maria konverterade i samband med giftermålet till katolicismen och bytte namn från Helena till Maria. Efter giftermålet blev maken kung av Serbien. 
I juni erövrades Serbien av osmanerna, och paret flydde till Bosnien. Maken besteg Bosniens tron 1461, och Maria blev drottning. Hon fick inga barn. 1463 erövrades även Bosnien av osmanerna. Hennes make tillfångatogs och avrättades, medan Maria och hennes svärmor flydde till republiken Ragusa. Maria förde med sig St Lukas reliker under flykten.
Sedan fred väl uppnåtts, bosatte sig Maria i Grekland, som hade erövrats av osmanerna men där hennes faster Mara Branković, änka efter sultanen, levde ett privilegierat liv. Maria levde resten av sitt liv i Grekland och Osmanska riket, förmögen efter flera arv och med stöd från sultanen. 